# Kleomenes II
Kleomenes II var en konung av Sparta. Han var son till Kleombrotos I, och efterträdde när han ännu var omyndig sin bror Agesipolis II på tronen år 370 f.Kr. Han dog 309 f.Kr.